# 菅原夕
菅原 夕(すがわら ゆう)は、日本のギタリスト、ナレーター、俳優。キャストパワー所属。神奈川県横浜市出身。

## 人物
- 2009年TBSラジオ主催atmovieプロデュース『アイドル〜失われたキミを求めて〜』（及川拓郎監督）にギタリスト兼演者として出演し、同年のTBSドラマ『深夜食堂』でギター監修兼演者として地上波デビュー。2016年〜2019年まで株式会社キャストパワーへ所属。2017年と2018年に乃木坂46へギター指導を行い、2017年に恵比寿KATA(liquidroom)にて初の脚本演出となる舞台をプロデュースした。2023年に行政書士として法務事務所を開業。[1]

## 出演

### CM
- アクアクララ「主婦の主張篇」、「水のおいしさ篇」(2013年)
- パナソニック ドルツ「歯周病は感染する～キス篇～」(2016年)
- 乃木坂46「マウスバンド篇」(2017年/2018年/ギター指導監修)

### ナレーション
- 「はなきんイイね！」(2019年/テレビ神奈川/レギュラー)

### WEBドラマ
- 「踊る大宣伝会議、(略) Season2」(2015年/監督本広克行)

### ラジオドラマ
- 「妻のサドンデス」(2016年/ニッポン放送/主演日髙のり子&升毅の娘役)

### モデル
- セガサミー プレゼンテーション用ビデオ(ハンドモデル)
- 札幌PIVOT広告塔＆ポスター～春ver.～
- 札幌PIVOTポスター～秋ver.～
- みずほ銀行スチール
- All About CASIOカメラ
- CW-Xワコールスポーツウェア・イチローモデル
- ネイルMAX(ハンドモデル）
- NSJネイルスクールDVD(ハンドモデル）

### バラエティ
- 「有吉ジャポン」(2016年/TBSテレビ)
- 「痛快TV スカっとジャパン～イヤミ課長～」(2016年/フジテレビ)
- 「爆報！THEフライデー～美人ミュージシャンXの惨劇男女7人集団変死事件～」(2016年/TBSテレビ/主演)
- 「痛快TV スカっとジャパン～大逆転スカッと 40歳で保母さんになって～」(2017年/フジテレビ)
- 「まきこまれ決断ショー～私はコレで助かりました～」(2017年/フジテレビ)
- 「痛快TV スカっとジャパン～イヤミ課長～」（2017年/フジテレビ）

### テレビドラマ
- 「深夜食堂」(2009年/TBSテレビ)
- 「龍馬伝」(2010年/NHK)
- 「TAXMEN」(2010年/東京MX、テレビ神奈川)
- 「ザ・ミュージックショウ」(2011年/日本テレビ)
- 「春休みの恋人」(2011年/フジテレビ)
- 「ラブゾンビ」(2012年/nottv)
- 「孤独のグルメ Season2 第11話」（2012年12月19日、テレビ東京）- OL(2) 役
- 「イタズラなkiss」(2013年/フジテレビ)
- 「27時間テレビスペシャルドラマ」(2014年/フジテレビ)
- 「女くどき飯」(2014年/TBSテレビ)
- 「婚活刑事」(2015年/日本テレビ)
- 「スペシャリスト」(2016年/テレビ朝日)
- 「ぞくり。怪談夜話 愛欲の呪い七話」(2017年/東京MX)

### 舞台
- 劇団スパイスガーデン「アイドル～失われたキミを求めて～」(2009年/脚本演出及川拓郎)
- 東京芸術劇場ミュージカル「エビパラビモパラート」(2010年/全曲生演奏)
- anarchy film「MIMICRY revival」(2011年/脚本ヨリコジュン/主演海宝直人)
- 劇団アメリカンコミックシアター「デッド・オア・アライブ・オア・アルバイト」(2014年/ゲスト2丁拳銃川谷修士&バッドボーイズ佐田正樹)
- 劇団アメリカンコミックシアター「菅原夕の寝ちがえクライシス」(2015年/1人芝居)
- 劇団アメリカンコミックシアター「二度寝クライシス」(2015年/主演2丁拳銃川谷修士/ゲストD-BOYS山田悠介)
- スズキプロジェクト「V.P.G」(2015年/脚本NONSTYLE石田明/演出鈴木つかさ)
- 劇団アメリカンコミックシアター「アリス・イン・ステラテゴ」(2016年/主演菅原夕/ゲスト升毅)
- 「ステート オブ グレース」恵比寿KATA liquidroom(2017年/脚本演出菅原夕)